# Poecilanthrax signatipennis
Poecilanthrax signatipennis är en tvåvingeart som först beskrevs av Cole 1917.  Poecilanthrax signatipennis ingår i släktet Poecilanthrax och familjen svävflugor. Inga underarter finns listade i Catalogue of Life.